# Astragalus stenanthus
Astragalus stenanthus är en ärtväxtart som beskrevs av Aleksandr Andrejevitj Bunge. Astragalus stenanthus ingår i släktet vedlar, och familjen ärtväxter. Inga underarter finns listade i Catalogue of Life.